# Cactoblastis
Cactoblastis is een geslacht van vlinders van de familie snuitmotten (Pyralidae), uit de onderfamilie Phycitinae.

## Soorten
- C. bucyrus Dyar, 1922
- C. cactorum Berg, 1775
- C. doddi Heinrich, 1939
- C. mundelli Heinrich, 1939
- C. ronnai Brèthes, 1920